# Athetis leuconephra
Athetis leuconephra là một loài bướm đêm trong họ Noctuidae.